# Tureni
Tureni (veraltet Tur; ungarisch Tordatúr oder Túr) ist eine Gemeinde im Kreis Cluj in der Region Siebenbürgen in Rumänien.

## Lage
Tureni liegt im Westen Siebenbürgens am nordöstlichen Rand des Apuseni-Gebirges. Die nächstgelegenen größeren Städte sind Turda (etwa 10 km südöstlich) und Cluj-Napoca (ca. 20 km nordwestlich).

## Geschichte
Tureni wurde 1276 erstmals urkundlich erwähnt. Der Ortsname soll vom slawischen Tur (= Wisent oder Auerochse) abstammen.

## Bevölkerung
Die 1027 Einwohner des Ortes (Stand 2002) bezeichnen sich jeweils etwa zur Hälfte als Rumänen und Ungarn. Die Einwohnerzahl ist seit dem Höhepunkt 1941 (damals 1566) deutlich rückläufig. Etwa 1500 weitere Einwohner leben in den vier eingemeindeten Dörfern.

## Verkehr
Der Ort liegt unmittelbar an den Europastraßen 60 und 81. Der nächste Bahnhof befindet sich ca. 10 km östlich des Ortes an der Bahnstrecke Cluj Napoca–Războieni.

## Sehenswürdigkeiten
Südlich von Tureni befindet sich die ca. 2 km lange Talschlucht Cheile Turului, die vom Bach Pârâul Racilor gebildet wird.

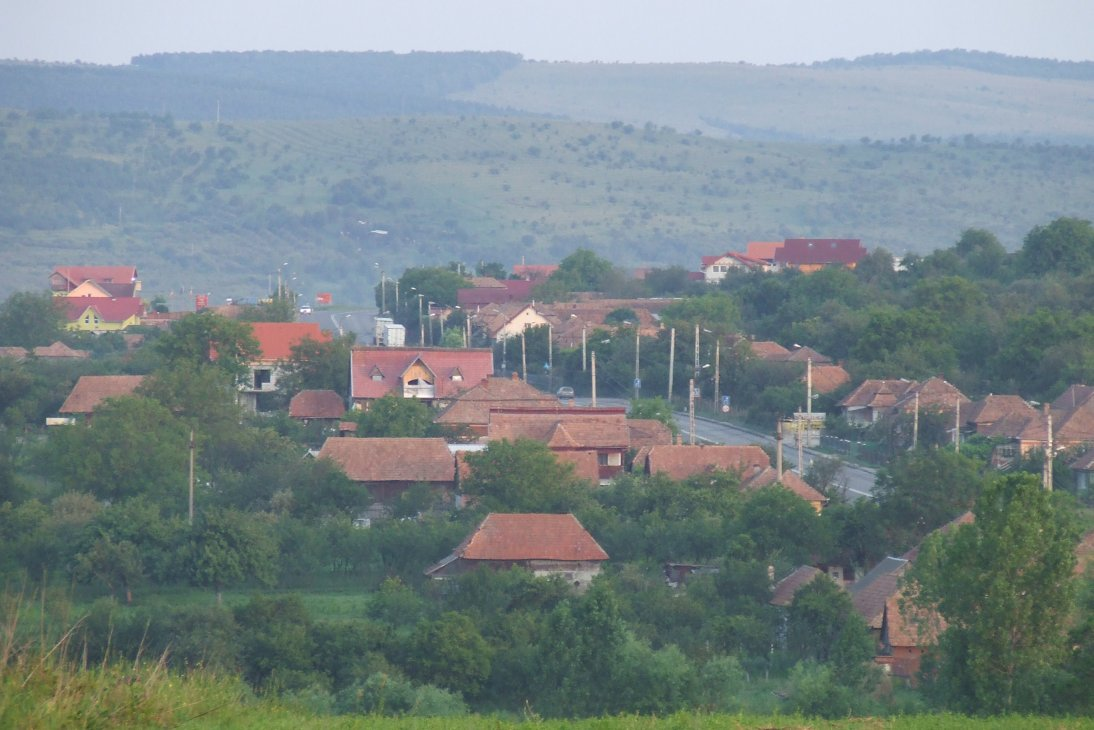
Tureni
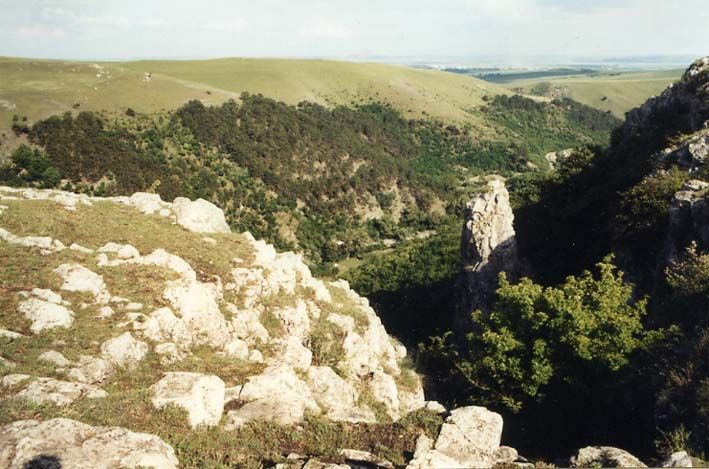
Talschlucht Cheile Turului
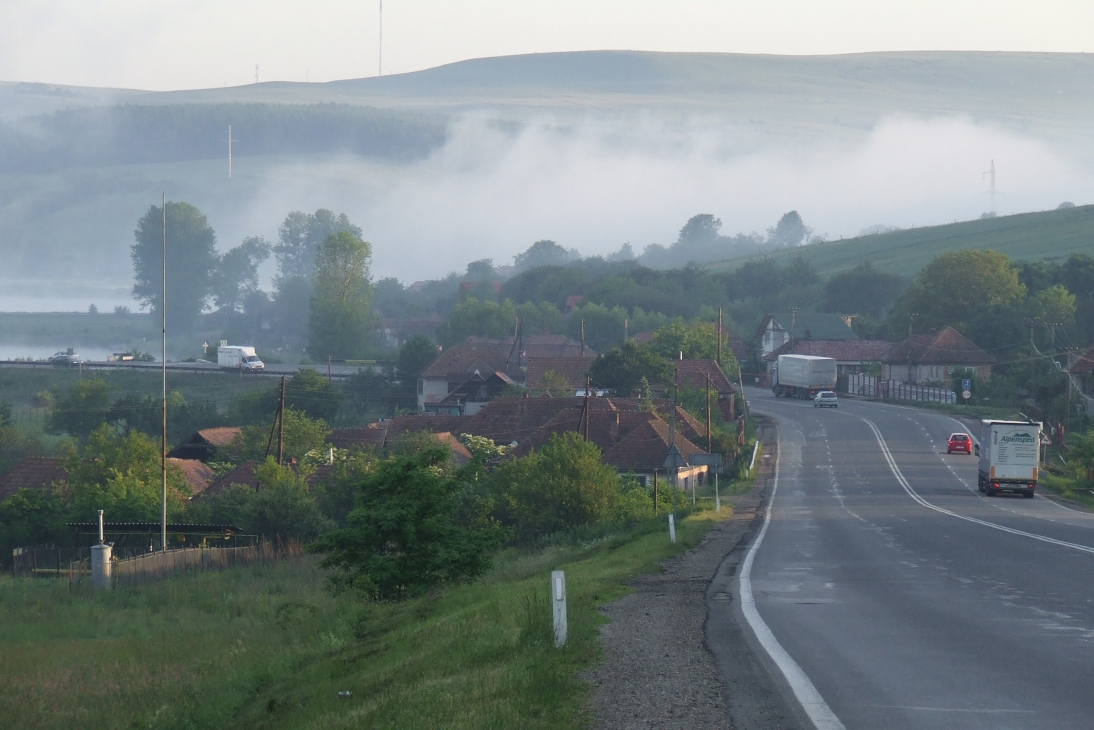
Mărtinești